# Cézac, Lot
Cézac är en kommun i departementet Lot i regionen Occitanien i södra Frankrike. Kommunen ligger i kantonen Castelnau-Montratier som tillhör arrondissementet Cahors. År 2022 hade Cézac 178 invånare.

## Befolkningsutveckling
Antalet invånare i kommunen Cézac
| Referens: INSEE |